# Соловьёв, Николай Иванович (генерал)
Никола́й Ива́нович Соловьёв (6 [18] сентября 1850 — 19 мая [1 июня] 1907; Санкт-Петербург, Российская империя) — генерал-лейтенант Генштаба, генерал от инфантерии (посмертное производство), главный редактор «Интендантского журнала», автор ряда трудов по военно-административным и тыловым вопросам.

## Биография
Николай Соловьёв родился 6 сентября 1850 года. Происходил из дворян Нижегородской губернии.
На воинскую службу вступил 14 сентября 1866 года. В 1869 году окончил Михайловское артиллерийское училище с производством в подпоручики 12 июля. Служил во 2-й гренадерской артиллерийской бригаде. 5 декабря следующего года присвоен чин поручика, а 29 декабря 1873 года ― штабс-капитана.
В 1877 году Соловьёв окончил Николаевскую академию Генерального штаба по 1-му разряду. 26 февраля произведён в капитаны и 17 июля был назначен старшим адъютантом штаба 6-го армейского корпуса. С 5 сентября того же года по 20 сентября 1878 состоял для особых поручений при том же штабе. После Русско-турецкой войны 1877―1878 годов Соловьёв в составе императорской Российской комиссии был командирован в Болгарию, где до 1880 года исполнял должность начальника отделения военного отдела управления Императорского комиссара, а затем начальника отделения военного Министерства княжества Болгарского и члена главного военного суда.
С 13 марта 1880 года Соловьёв состоял для особых поручений при штабе 11-го армейского корпуса. 20 апреля того же года произведён в полковники Генштаба, а 18 мая с той же должностью переведён в 5-й армейский корпус. С 1 февраля 1883 по 1 февраля 1884 годы проходил цензовое командование в 30-м Полтавском пехотном полку. Во время его прохождения Соловьёву 17 апреля 1883 года был присвоен чин полковника, а 9 мая 1885 года был назначен начальником штаба 35-й пехотной дивизии.
18 октября 1890 года Соловьёв был назначен заведующим обучающимися офицерами в Николаевской академии Генерального штаба. В 1892 году Соловьёв рассматривался как один из трёх кандидатов на замещение кафедры военной администрации в НАГШ. Несмотря на поддержку Генштаба генерал-лейтенанта Г. А. Леера, кандидатура Соловьёва была отклонена Конференцией НАГШа. По этому поводу профессор той Академии полковник А. Ф. Редигер, заявил, что «он [Соловьёв] уже стар, чтобы начать работать на научном поприще». Написанная Соловьёвым диссертация была посвящена пенсионному вопросу, и Леер тщетно настаивал на том, чтобы она была напечатана Академией. По выражению Редигера данная работа была «однобокой». В ней по большей части рассматривались интересы пенсионеров и их семей, при этом не брались в расчёт интересы самого государства. Однако тот же Редигер, уже будучи военным министром, в 1905 году именно Соловьёву поручил на приведённых последним ранее основаниях разработать новые пенсионные законы по военному ведомству. По словам же самого Редигера «диссертация Соловьёва, сама по себе неудачная, дала всё же первую идею нашего нового пенсионного законодательства».
17 апреля 1896 года Соловьёв был назначен начальником мобилизационной части Главного интендантского управления военного Министерства. 14 мая того же года произведён в генерал-майоры.
В 1899 году Соловьёв по поручению генерал-лейтенанта Н. Н. Тевяшёва составил положение об издании «Интендантского журнала». В дальнейшем по совместительству с другими должностями до конца жизни оставался его главным редактором. По учреждении 18 марта 1900 года Интендантского курса (ныне — Военная академия материально-технического обеспечения) Соловьёв 12 мая того же года был назначен его начальником. 6 декабря 1902 года произведён в генерал-лейтенанты.
Умер Соловьёв 9 мая 1907 года в Санкт-Петербурге. Похоронен на Никольском кладбище Александро-Невской лавры. Высочайшим приказом от 22 мая 1907 года исключён из списков умершим в чине генерала от инфантерии.

## Семья
Жена ― Ольга Александровна. Имел трёх детей, среди которых известны по именам дочери Вера и Татьяна. Проживали с матерью в Санкт-Петербурге по адресу: Английский пр., 40.
В 1917 году вдова Ольга Александровна и дочь Татьяна проживали по адресу: ул. Надеждинская, 40.

## Награды
| отечественные - орден Св. Станислава 3-й степени (1873) - орден Св. Анны 3-й степени (1878) - орден Св. Станислава 2-й степени (1879) - орден Св. Анны 2-й степени (1883) - орден Св. Владимира 4-й степени (1887) - орден Св. Владимира 3-й степени (1889) - орден Св. Станислава 1-й степени (1899) - Высочайшее благоволение (1901) - Высочайшее благоволение (1901) - орден Св. Анны 1-й степени (1904) - орден Св. Владимира 2-й степени (1906) | иностранные - орден «Святой Александр» 4-й ст. (Болгария; 1883) - орден Князя Даниила I «За независимость» 2-й ст. со звездой (Черногория; 1890) - орден «За военные заслуги» 1-й ст. (Болгария; 1901) - офицер ордена Академических пальм (Франция; 1901) - орден Золотой звезды 1-й ст. (Бухара; 1902) - командорский крест ордена Почётного легиона 1-й ст. (Франция; 1902) - Великий офицер ордена Короны Италии (Италия; 1903) - большой офицерский крест ордена Святых Маврикия и Лазаря (Италия; 1903) |